# Abu Qatada

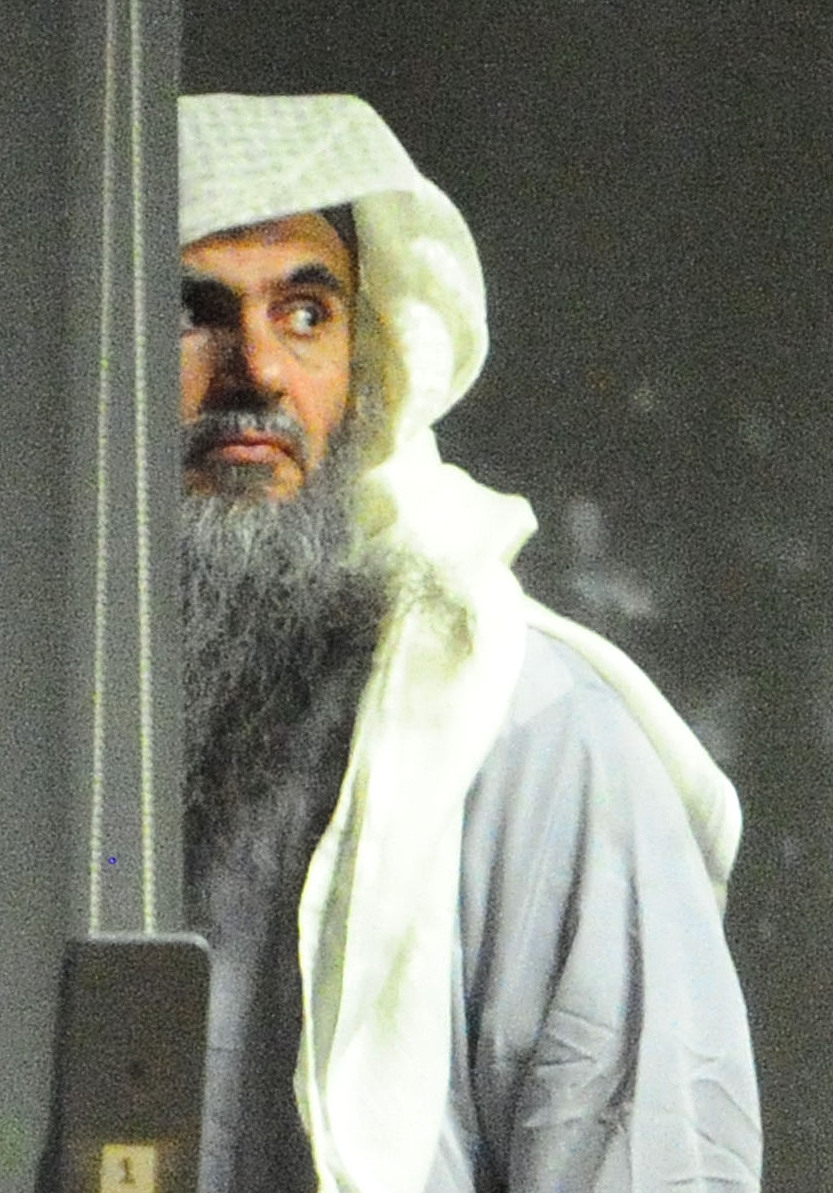
Abu Qatada, 7. Juli 2013.

Abu Qatada (arabisch أبو قتادة الفلسطيني, DMG Abū Qatāda al-Filasṭīnī, mit richtigem Namen Omar Mohammed Othman; * 1959/1960 in Betlehem, damals Jordanien, heute Westjordanland) ist ein islamistischer Fundamentalist palästinensischer Herkunft mit jordanischer Staatsangehörigkeit.

## Leben
Qatada lebte von 1993 bis 2013 als politischer Flüchtling in Großbritannien, weil er in seinem Heimatland Jordanien im Zusammenhang mit einer Reihe von Bombenanschlägen im Jahr 1998 wegen Mordes in Abwesenheit zum Tode verurteilt wurde. Er gilt als einer der einflussreichsten Dschihadisten in Europa. Er ist eng mit Abu Hamza al-Masri und Omar Bakri Mohammed befreundet.
Der spanische Untersuchungsrichter Baltasar Garzón nennt Abu Qatada das geistliche Oberhaupt der Mudschaheddin und Bin Ladens Botschafter in Europa. Aufnahmen seiner Predigten wurden in der Wohnung Mohammed Attas sichergestellt. Er musste seine Predigten im Four Feathers Club nahe der Baker Street in London halten, weil er in den meisten Moscheen unerwünscht ist.

## Flucht und Haft
2002 tauchte er unter. Dennoch wurde er im Oktober 2002 in einem Gemeindehaus in Südlondon festgenommen und ins Belmarsh-Gefängnis verbracht. Er kam zwar im März 2005 per Kaution vorübergehend frei, wurde aber im August abermals mit dem Ziel einer Auslieferung nach Jordanien in Haft genommen. Abu Dahdah, einer der Hauptverdächtigen der Anschläge von Madrid, hatte Qatada über 25-mal mit Geld und Gesinnungsgenossen besucht. Er hat unvermindert eine große islamistische Gefolgschaft. Im Juni 2007 scheiterte der Versuch von Islamisten der Terrororganisation Armee des Islam, Qatada gegen den im Gaza-Streifen entführten Journalisten Alan Johnston auszutauschen. Im Februar 2009 genehmigte der Oberste Gerichtshof Großbritanniens eine Ausweisung Abu Qatadas nach Jordanien.
Der Europäische Gerichtshof für Menschenrechte entschied im Januar 2012, dass die Auslieferung Abu Qatadas gegen die Europäische Menschenrechtskonvention verstoßen würde, da in Jordanien eine Anklage drohte, die sich auf Aussagen stützte, die mit hoher Wahrscheinlichkeit durch Folter erlangt wurden.

## Freilassung und Abschiebung
Am 13. Februar 2012 wurde Abu Qatada unter strengen Sicherheitsauflagen freigelassen. Die Auflagen umfassen unter anderem, dass er seinen Pass abgeben muss, ein elektronisches Armband trägt, mit Ausnahme seiner Frau und Kinder niemanden treffen darf, ohne dies zuvor bekannt zu geben, nur ein Bankkonto besitzt, kein Telefon und keinen Computer oder andere Datenträger verwendet sowie keine Besucher mit Computer empfangen darf.
Am 7. Juli 2013 wurde Abu Qatada schließlich nach Jordanien abgeschoben. Die Abschiebung wurde zuvor durch ein Abkommen zwischen dem Vereinigten Königreich und Jordanien, in dem festgelegt wurde, dass unter Folter gewonnene Beweise nicht in einem Gerichtsverfahren benutzt werden dürfen, ermöglicht. Am 24. September 2014 sprach ihn ein jordanisches Militärgericht von dem Vorwurf, er habe Anschläge gegen US-Bürger und Israelis geplant, frei. Trotz des Abkommens mit dem Vereinigten Königreich wurde ein möglicherweise unter Folter gewonnenes Geständnis eines mutmaßlichen Komplizen im Prozess verwendet.